# Senlac Hill

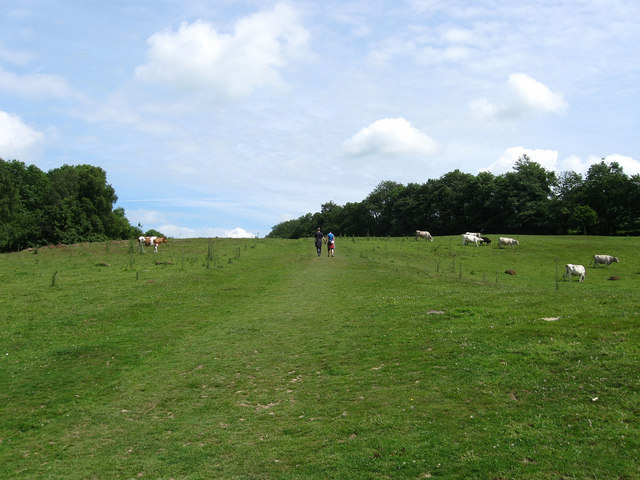
Senlac Hill

Koordinaten: 50° 54′ 51″ N, 0° 29′ 14″ O
Senlac Hill ist eine 84 m hohe Anhöhe in Battle etwa 10 km nordwestlich von Hastings. Sie war ein Schauplatz der Schlacht bei Hastings und später Standort des Battle Abbey.
Der Ursprung des Namens Senlac ist nicht genau bekannt. Während der Historiker E.A. Freeman meinte, Senlac steht für Sand Lake im Altenglischen, wird auch behauptet, dass die normannischen Eroberer ihn (auf Französisch) Sanguelac ('Blutsee') nannten.

## Belege
1. ↑  Anglo Saxon History. Abgerufen am 25. November 2020.